# Parancistrocerus acarophorus
Parancistrocerus acarophorus är en stekelart som först beskrevs av Richard Mitchell Bohart 1952.  Parancistrocerus acarophorus ingår i släktet Parancistrocerus och familjen Eumenidae. Inga underarter finns listade i Catalogue of Life.